# Candlelight Records
A Candlelight Records egy brit független lemezkiadó, amely az Egyesült Királyságban, és az Amerikai Egyesült Államokban rendelkezik saját képviselettel. A lemezkiadót 1993-ban az Extreme Noise Terror együttes basszusgitárosa, Lee Barrett alapította Angliában. A kiadó elsősorban black metal és death metal előadók lemezeit gondozza. Első kiadványuk az Enslaved zenekar Hordanes Land című bemutatkozó EP-je volt. Legismertebb, stílusteremtő kiadványaik az Opeth és az Emperor korai albumai.
2007 óta a Candlelight Recordsnál dolgozik a magyar Sear Bliss zenekar, illetve 2004 és 2009 között a magyar Kiss Julie énekesnővel és Lee Barrettel felálló To-Mera két albuma is náluk jelent meg.

## Külső hivatkozások
- Candlelight Records hivatalos honlap
- Candlelight USA hivatalos honlap Archiválva 2006. március 19-i dátummal a Wayback Machine-ben
- Candlelight Records a Myspace-en
- Candlelight Records a Myspace-en
- Candlelight USA, YouTube csatorna